# Lettische Squash-Meisterschaften
Die Lettischen Squash-Meisterschaften sind ein Wettbewerb zur Ermittlung des nationalen Meistertitels im Squash in Lettland. Ausrichter ist die Latvijas Skvoša federācija.
Sie werden seit 2003 bei den Herren und Damen jährlich ausgetragen. Rekordhalter sind Aleksandrs Pāvulāns bei den Herren mit 15 Titeln sowie Ineta Mackeviča bei den Damen mit neun Titeln.

## Lettische Meister
Die Nummern in Klammern hinter den Namen geben die Anzahl der gewonnenen Meisterschaften wieder. Folgende Spieler konnten die Meisterschaft gewinnen:
| Jahr | Herren                   | Damen               |
| ---- | ------------------------ | ------------------- |
| 2003 | Andris Lapiņš            | Inese Zemmere       |
| 2004 | Aleksandrs Pāvulāns      | Linda Svilāne       |
| 2005 | Arnis Tihvinskis         | Linda Svilāne (2)   |
| 2006 | Aleksandrs Pāvulāns (2)  | Agnese Eisaka       |
| 2007 | Aleksandrs Pāvulāns (3)  | Linda Svilāne (3)   |
| 2008 | Aleksandrs Pāvulāns (4)  | Ieva Vilīte         |
| 2009 | Aleksandrs Pāvulāns (5)  | Ineta Mackeviča     |
| 2010 | Aleksandrs Pāvulāns (6)  | Ineta Mackeviča (2) |
| 2011 | Aleksandrs Pāvulāns (7)  | Baiba Lulle         |
| 2012 | Aleksandrs Pāvulāns (8)  | Ineta Mackeviča (3) |
| 2013 | Aleksandrs Pāvulāns (9)  | Ineta Mackeviča (4) |
| 2014 | Aleksandrs Pāvulāns (10) | Ineta Mackeviča (5) |
| 2015 | Aleksandrs Pāvulāns (11) | Ineta Mackeviča (6) |
| 2016 | Aleksandrs Pāvulāns (12) | Ineta Mackeviča (7) |
| 2017 | Aleksandrs Pāvulāns (13) | Ineta Mackeviča (8) |
| 2018 | Aleksandrs Pāvulāns (14) | Ineta Mackeviča (9) |
| 2019 | Aleksandrs Pāvulāns (15) | Baiba Lulle (2)     |
| 2021 | Kārlis Pekstiņš          | Baiba Lulle (3)     |
| 2022 | Andrejs Sautins          | Laura Gaigala       |
| 2023 | Jānis Plūme              | Baiba Lulle (4)     |
| 2024 | Andrejs Sautins (2)      | Baiba Lulle (5)     |